# Bob Shaw
Robert „Bob“ Shaw (* 31. Dezember 1931 in Belfast; † 12. Februar 1996 in Manchester) war ein nordirischer Schriftsteller, der vornehmlich Science-Fiction schrieb.

## Leben
Geboren und aufgewachsen war Shaw in Belfast. Er besuchte eine Oberschule mit naturwissenschaftlich-technischer Ausrichtung und arbeitete 1947 bis 1960 als technischer Zeichner, zeitweise in Kanada, danach in der Öffentlichkeitsarbeit. Seine erste SF-Story Aspect publizierte er 1954 in dem Magazin Nebula. 1966 bis 1969 war er als Journalist für den Belfast Telegraph tätig, später in der Werbung. Er verließ Nordirland 1973 allerdings mit seiner Familie und lebte in England, wo er sich ab 1975 ganz der Schriftstellerei widmete.
Zu seinen bemerkenswertesten Konzepten gehört das sogenannte Langsame Glas, das derart dicht ist, dass das Licht Jahre braucht, um hindurchzugelangen; auf diese Weise sieht man Bilder, die z. B. längst Verstorbene zeigen. Nach dem Erfolg von Light of Other Days (1966) baute Shaw die Idee zu dem Roman Other Days, Other Eyes (1972) aus. Im Orbitsville-Zyklus geht es um die Entdeckung einer Dyson-Sphäre, während die Zwillingswelten-Trilogie zwei Planeten schildert, die einander derart nahe sind, dass sie über eine gemeinsame Atmosphäre verfügen – und man mit Ballonen und hölzernen Raumschiffen hinüberwechseln kann.
Bob Shaw starb 1996 im Alter von 64 Jahren an den Komplikationen eines bereits 1993 als geheilt angesehenen Darmkrebses.

## Auszeichnungen
Bob Shaw wurde dreimal mit dem British Science Fiction Association Award ausgezeichnet:
- 1976 für seinen Roman Orbitsville
- 1987 für den Roman The Ragged Astronauts (Die Heißluft-Astronauten)
- 1989 für die Erzählung Dark Night in Toyland

Er gewann zweimal (1979 und 1980) den Hugo Award für „Best Fan Writer“. Seine Kurzgeschichte Light of Other Days und der Roman Orbitsville waren ebenfalls für den Hugo nominiert. Außerdem wurde er 1977, 1978 und 1979 mit dem Fan Activity Achievement Award ausgezeichnet.

## Bibliografie
Die Serien sind nach dem Erscheinungsjahr des ersten Teils geordnet.
Sind bei den Originalausgaben zwei Erscheinungsjahre angegeben, so ist das erste das des Erstdrucks und das zweite das der Erstausgabe (als Buch).
Slow Glass (Kurzgeschichtenserie)
- Light of Other Days (1966)
  - Deutsch: Licht für die Zukunft. Übersetzt von Gisela Stege. In: Jürgen vom Scheidt (Hrsg.): Das Monster im Park. Nymphenburger, 1970. Auch als: Licht in dunklen Gläsern. Übersetzt von Gisela Stege. In: Brian W. Aldiss, Poul Anderson, Harry Harrison (Hrsg.): Steigen Sie um auf Science Fiction. Kindler, 1972, ISBN 3-463-00510-7. Auch als: Das Licht besserer Zeiten. Übersetzt von Elisabeth Böhm. In: Science-Fiction-Stories 27. Ullstein 2000 #49 (2976), 1973, ISBN 3-548-02976-0.
- Burden of Proof (1967)
- A Dome of Many-Colored Glass (1972)
- Other Days, Other Eyes (1972, Roman)
  - Deutsch: Augen der Vergangenheit. Übersetzt von Tony Westermayr. Goldmann (Goldmann Science Fiction #0172), 1973, ISBN 3-442-23172-8. Auch als: Andere Tage, andere Augen. Übersetzt von Tony Westermayr. Heyne (Bibliothek der Science Fiction Literatur #36), 1973, ISBN 3-453-31032-2. Auch als: Andere Tage, andere Augen. Übersetzt von Irene Bonhorst. Heyne (Heyne Science Fiction & Fantasy #8001), 1996, ISBN 3-453-10941-4.
- The Edge of Time (1979, mit Donald William Heiney, als Bob Shaw und Malcolm Harris)

A.E.S.O.P. (Kurzgeschichtenserie)
- Appointment on Prila (1968)
- Gambler's Choice (1971)
- Retroactive (1972)
  - Deutsch: Die Zeitfalle. Pabel (Terra Taschenbuch #247), 1974.
- Unfaithful Recording (1975)
- Ship of Strangers (1978, Roman)
  - Deutsch: Captain Aesop und das Schiff der Fremden. Das Beste (Unterwegs in die Welt von Morgen #124), 1991, ISBN 3-87070-395-4.

Orbitsville
- 1 Orbitsville. Gollancz, 1974 / 1975, ISBN 0-575-01909-3.
  - Deutsch: Orbitsville. Goldmann Science Fiction #0216, 1976, Übersetzer Tony Westermayr, ISBN 3-442-23216-3.
- 2 Orbitsville Departure. Gollancz, 1983, ISBN 0-575-03346-0.
  - Deutsch: Aufbruch nach Orbitsville. Goldmann Science Fiction #23487, 1986, Übersetzerin Dagmar Hartmann, ISBN 3-442-23487-5.
- 3 Orbitsville Judgement. Gollancz, 1990, ISBN 0-575-04551-5.

Warren Peace
- 1 Who Goes Here? Gollancz, 1977, ISBN 0-575-02347-3.
  - Deutsch: Die Raumlegion. Goldmann Science Fiction #23289, 1979, Übersetzer Tony Westermayr, ISBN 3-442-23289-9.
- 2 Warren Peace. Gollancz, 1993, ISBN 0-575-04918-9. (auch als Dimensions, 1994)

The Ragged Astronauts / Land and Overland
Übersetzt von Hendrik P. Linckens.
- 1 The Ragged Astronauts. Gollancz, 1986, ISBN 0-575-03639-7.
  - Deutsch: Die Heißluft-Astronauten. Heyne Science-Fiction & Fantasy #4773, 1991, ISBN 3-453-04484-3.
- 2 The Wooden Spaceships. Gollancz, 1988, ISBN 0-575-03894-2.
  - Deutsch: Die hölzernen Raumschiffe. Heyne Science-Fiction & Fantasy #4774, 1991, ISBN 3-453-04485-1.
- 3 The Fugitive Worlds. Gollancz, 1989, ISBN 0-575-04611-2.
  - Deutsch: Die flüchtigen Welten. Heyne Science-Fiction & Fantasy #4775, 1991, ISBN 3-453-04486-X.
- Die wilden Astronauten. Heyne Science-Fiction & Fantasy #5543, 1996, ISBN 3-453-11889-8 (Sammelausgabe von 1–3)

Einzelromane
- Night Walk. Banner, 1967, OCLC 2204844.
  - Deutsch: Menschen im Null-Raum. Goldmann (Goldmanns Weltraum Taschenbücher #0140), 1972, Übersetzer Tony Westermayr, ISBN 3-442-23140-X.
- The Two-Timers. Ace Books, 1968, OCLC 2204873.
  - Deutsch: Die Zweizeitmenschen. Goldmanns Weltraumtaschenbücher #0128, 1971, Übersetzer Tony Westermayr, ISBN 3-442-23128-0.
- The Palace of Eternity. Ace Books, 1969, OCLC 2204585.
  - Deutsch: Die blendendweiße Sonne. Goldmanns Weltraum Taschenbücher #0124, 1971, Übersetzer Tony Westermayr, DNB 458940143.
- Shadow of Heaven. Avon, 1969, OCLC 2204932. (UK-Fassung 1970 gekürzt, überarbeitete UK-Fassung 1991)
  - Deutsch: Die grünen Inseln. Goldmann Science Fiction #0193, 1974, Übersetzer Tony Westermayr, ISBN 3-442-23193-0.
- One Million Tomorrows. Ace Books, 1970, OCLC 1090483.
  - Deutsch: Qualen der Unsterblichkeit. Goldmanns Weltraum Taschenbücher #0137, 1972, Übersetzer Tony Westermayr, ISBN 3-442-23137-X.
- Ground Zero Man. Avon, 1971, OCLC 1139326. (auch als The Peace Machine, 1985)
  - Deutsch: Die Antikriegs-Maschine. Goldmanns Weltraum Taschenbücher #0153, 1972, Übersetzer Wulf Bergner, ISBN 3-442-23153-1.
- A Wreath of Stars. Gollancz, 1976, ISBN 0-575-02134-9.
  - Deutsch: Magniluct. Goldmann Science Fiction #0236, 1976, Übersetzer Tony Westermayr, ISBN 3-442-23236-8.
- Medusa's Children. Gollancz, 1977, ISBN 0-575-02249-3.
  - Deutsch: Die Kinder der Medusa. Goldmann Science Fiction #23267, 1978, Übersetzer Tony Westermayr, ISBN 3-442-23267-8.
- Vertigo. Gollancz, 1978, ISBN 0-575-02559-X. (auch als Terminal Velocity, 1991)
  - Deutsch: Der Himmel ist frei. Heyne Science-Fiction & Fantasy #4106, 1984, Übersetzer Thomas Schlück, ISBN 3-453-31066-7.
- Dagger of the Mind. Gollancz, 1979, ISBN 0-575-02612-X.
  - Deutsch: Sie sind unter uns. Goldmann Science Fiction #23366, 1981, Übersetzer Tony Westermayr, ISBN 3-442-23366-6.
- The Ceres Solution. Gollancz, 1981, ISBN 0-575-02966-8.
  - Deutsch: Experiment: Erde. Goldmann Science Fiction #23433, 1983, Übersetzer Tony Westermayr, ISBN 3-442-23433-6.
- Fire Pattern. Gollancz, 1984, ISBN 0-575-03452-1.
  - Deutsch: Brandmuster. Heyne Science-Fiction & Fantasy #4476, 1988, Übersetzerin Hilde Linnert, ISBN 3-453-01005-1.
- Killer Planet. Gollancz, 1989, ISBN 0-575-04510-8.

Sammlungen 
- Tomorrow Lies in Ambush. Gollancz, 1973, ISBN 0-575-01602-7.
  - Deutsch: Cocktailparty im All. Goldmann Science Fiction #0176, 1973, Übersetzer Tony Westermayr, ISBN 3-442-23176-0.
- Cosmic Kaleidoscope. Gollancz, 1976, ISBN 0-575-02209-4.
  - Deutsch: Skirmish. Goldmann-Science-fiction #23261, 1977, Übersetzer Tony Westermayr, ISBN 3-442-23261-9.
- A Better Mantrap. Gollancz, 1982, ISBN 0-575-03083-6.
- Messages Found in an Oxygen Bottle. NESFA Press, 1986, ISBN 0-915368-33-1.
- Dark Night in Toyland. Gollancz, 1989, ISBN 0-575-04448-9.

Kurzgeschichten
Wird bei Kurzgeschichten als Quelle nur Titel und Jahr angegeben, so findet sich die vollständige Angabe unter Sammlungen.
- 1961 (1951)
- The Insouciant Ghost (1951)
- Stroll (1952)
- The Enchanted Duplicator (1954, mit Walt Willis)
- Aspect (1954)
- The Trespassers (1954)
- The Journey Alone (1955)
- Departure (1955)
- Sounds in the Dawn (1956)
- Barrier to Yesterday (1956)
- Canadian Capers(2) (1958, auch als More Canadian Capers, 1986)
- The Silent Partners (1959)
- Dissolute Diplomat (1960, mit Walt Willis)
- … And Isles Where Good Men Lie (1965)
  - Deutsch: … und Inseln, wo gute Menschen lügen. In: Cocktailparty im All. 1973.
- Pilot Plant (1966)
  - Deutsch: Versuchsstation. In: Cocktailparty im All. 1973.
- Call Me Dumbo (1966)
  - Deutsch: Nenn mich Dumbo. In: Cocktailparty im All. 1973.
- Hue and Cry (1969)
- Element of Chance (1969)
- Telemart Three (1970)
- Communication (1970)
  - Deutsch: Kommunikation. In: Cocktailparty im All. 1973.
- Invasion of Privacy (1970)
  - Deutsch: Die stille Invasion. Übersetzt von Tony Westermayr. In: Cocktailparty im All. 1973. Auch als: Die lautlose Invasion. Übersetzt von Yannis Kumbulis. In: Science-Fiction-Stories 47. Ullstein 2000 #89 (3130), 1975, ISBN 3-548-03130-7.
- Cold Crucible (1970)
- The Happiest Day of Your Life (1970)
  - Deutsch: Der glücklichste Tag deines Lebens. Übersetzt von Tony Westermayr. In: Cocktailparty im All. 1973. Auch als: Der glücklichste Tag deines Lebens. Übersetzt von Margret Krätzig. In: James Gunn (Hrsg.): Von Ballard bis Stableford. Heyne (Bibliothek der Science Fiction Literatur #101), 2001, ISBN 3-453-17953-6.
- Harold Wilson at the Cosmic Cocktail Party (1970, auch als The Cosmic Cocktail Party)
  - Deutsch: Cocktailparty im All. In: Cocktailparty im All. 1973.
- Repeat Performance (1971)
- The Weapons of Isher II (1971)
- What Time Do You Call This? (1971)
  - Deutsch: In einem anderen Zeitstrom. In: Cocktailparty im All. 1973.
- Stormseeker (1972)
  - Deutsch: Blitzsucher. 1982.
- The Brink (1972)
- Deflation 2001 (1972)
  - Deutsch: Das fünfte Stück Kuchen macht es aus. In: Isaac Asimov, Martin Harry Greenberg, Joseph D. Olander (Hrsg.): Feuerwerk der SF. Goldmann (Edition '84: Die positiven Utopien #8), 1984, ISBN 3-442-08408-3.
- Altar Egoes (1973)
- Unreasonable Facsimile (1974)
- Dark Icarus (1974, auch als A Little Night Flying)
  - Deutsch: Wenn Feuermann kommt. In: Science-Fiction-Stories 76. Ullstein Science Fiction & Fantasy #31002, 1979, ISBN 3-548-31002-8.
- A Full Member of the Club (1974)
- An Uncomic Book Horror Story (1975)
- Skirmish on a Summer Morning (1976)
- The Giaconda Caper (1976)
  - Deutsch: Das Lächeln der Gioconda. In: René Oth (Hrsg.): Das Lächeln der Gioconda. Luchterhand (Sammlung Luchterhand #556), 1985, ISBN 3-472-61556-7.
- The Return of the Backyard Spaceship (1976)
- Waltz of the Bodysnatchers (1976)
- Crossing the Line (1977)
- Dream Fighter (1977)
- Amphitheatre (1978)
- Small World (1978)
- Up the Conjunction (1978)
- Jagd auf den Feuermann. In: Hans Gamber (Hrsg.): SF-Perry-Rhodan-Sonderheft, Nr. 3. Pabel, 1978.
- Orbitsville (1979, mit J. C. Higgens)
- Frost Animals (1979)
- The Cottage of Eternity (1979)
  - Deutsch: Der Keller der Ewigkeit. In: Maxim Jakubowski (Hrsg.): Quasar 2. Bastei Lübbe Science Fiction Bestseller #22019, 1980, ISBN 3-404-22019-6.
- Tiles of Horror (1979)
- Well-Wisher (1979)
- Love Me Tender (1980)
- In the Hereafter Hilton (1980)
- The Kingdom of O'Ryan (1980)
- Go On, Pick a Universe! (1981)
- Conversion (1981)
  - Deutsch: Der Durchbruch. In: Friedel Wahren (Hrsg.): Isaac Asimovs Science Fiction Magazin 16. Folge. Heyne Science Fiction & Fantasy #3940, 1982, ISBN 3-453-30866-2.
- Courageous New Planet (1981)
- Galactic Tours: Thomas Cook Out of This World Vacations (1981)
- Aliens Aren't Human (1982)
- Cutting Down (1982)
  - Deutsch: Parasiten. In: Peter Wilfert (Hrsg.): Pilger durch Raum und Zeit. Goldmann Science Fiction #23401, 1982, ISBN 3-442-23401-8.
- Ten Years, But Not Decayed (1984)
- Shadow of Wings (1984)
- Parallel Evolution (1988)
- The Wooden Spaceships (excerpt) (1988)
- Dark Night in Toyland (1988)
- Executioner's Moon (1989)
- The K-Y Warriors (1989)
- To the Letter (1989)
- A Real Downer (1991)
- Incident on a Summer Morning (1991)
- Lunch of Champions (1991)
  - Deutsch: Ein Fressen für die Champions. In: Ronald M. Hahn (Hrsg.): Der letzte Mars-Trip. Heyne Science Fiction & Fantasy #5166, 1994, ISBN 3-453-07781-4.
- Alien Porn (1993)
- Time to Kill (1993)
- The Mercenary Mirage (1995)

Sachliteratur
- Serious Scientific Talks 1982–1984 (1984)
- How to Write Science Fiction (1993)
- A Load of Old BoSh: Serious Scientific Talks (1995)

Complete BoSh:
- 1 The Best of the Bushel (1979)
- 2 The Eastercon Speeches (1979)